# Hugh Steinmetz
Hugh Steinmetz (* 15. Februar 1943 in Kopenhagen) ist ein dänischer Trompeter und Komponist des Modern Jazz.

## Leben und Wirken
Hugh Steinmetz begann 1957 mit dem Trompetenspiel; zunächst spielte er in Traditional Jazz und Swing-Bands. 1960 gründete er eine eigene Formation mit dem Altsaxophonisten Franz Beckerlee, die zunächst unter dem Einfluss der Musik von Miles Davis / John Coltrane Neo-Bop spielten, dann – inspiriert von Ornette Coleman – einen freieren Stil entwickelten. Mit Steffen Andersen und Sunny Murray spielten sie als Contemporary Jazz Quartet das Album Action ein; 1965 folgte  Third Stream Music mit dem Komponisten und Pianisten Niels Viggo Bentzon. Die Formation trat 1964 auf dem belgischen Comblain Jazz Festival auf und hatte verschiedenen Radio- und Fernsehsendungen in Dänemark.

Hugh Steimetz spielte 1964 außerdem im Brødrene Vogels Sextet und war als Komponist und Solist für die Dänische Radio-Jazz-Bigband tätig; so wirkte er 1965 an dem Album The Radio Jazz Group mit. Ab 1966 war er Mitglied der Avantgarde-Formation Cadentia Nova Danica, die von John Tchicai geleitet wurde. Außerdem arbeitete er u. a. mit Don Cherry, Archie Shepp, Gary Peacock, Albert Ayler, Rashied Ali und Roswell Rudd.

Im Jahr 1968 entstand das Album T.C.J.Q. mit dem Contemporary Jazz Quintet (neben Beckerlee und Andersen Niels Harrit und Bo Thrige), auf dem die Gruppe mit elektrisch verstärkten Instrumenten experimentierte, 1969 das zweite Album von Cadentia Nova Danica, Afrodisiaca, bei dem Steinmetz als Co-Leader und Komponist fungierte. 1969 arbeitete Cadentia Nova Danica mit inzwischen 26 Musikern als reguläres Orchester für das Dänische Radio unter der Leitung von John Tchicai und Hugh Steinmetz und hatte monatliche Radioauftritte.

In Deutschland wirkte er 1969 an Manfred Schoofs Album European Echoes mit; im gleichen Jahr spielte er auf dem Free Jazz Meeting Baden-Baden in einem international besetzten Orchester unter der Leitung von Lester Bowie (Gettin’ to Know’ Ya All). Ende der 1960er und Anfang der 1970er Jahre arbeitete Steinmetz mit Peter Brötzmann und Peter Kowald in Deutschland, gab Konzerte mit Willem Breuker, Han Bennink und Misha Mengelberg in Holland und Belgien; außerdem musizierte er in dieser Zeit mit John Stevens, Evan Parker, Derek Bailey, Paul Rutherford, Irène Schweizer Pierre Favre und Claude Delcloo.

In Dänemark arbeitete Steinmetz weiterhin mit John Tchicai, sowie mit Johnny Dyani, Giorgio Musoni, Ivan Krill, Michael Schou, Steen Claesson, Jesper Zeuthen, Pierre Dørge und Lasse Lunderskov. Krankheitsbedingt musste er 1976 vorübergehend das Trompetenspiel aufgeben; 1982 begann er das Studium der Musikwissenschaft an der Universität Kopenhagen. 1986 arbeitete er gelegentlich mit der Universitäts-Big Band, dem Jeppe Tangs Quintett und einigen experimentellen Gruppen. 1990 erwarb er mit den Master-Abschluss mit einer Arbeit über Joseph Schillinger und das Schillinger Kompositionssystem.

In den 1990er Jahren spielte er in verschiedenen Big Bands und mit eigenen Formationen, u. a. mit Bill Buchmann, Rasmus Welling, Marko Martinovic, Nils Karlson und Simon Koppel. 1993 gründete er das Hugh Steinmetz Oktett und nahm 1994 das Album City Music mit eigenen Kompositionen auf. Seit 1996 leitete er das 17-köpfige Orchester Communio Musica, mit dem er die Alben Gate of Changes und Special Alloy einspielte. Mit dem Ensemble trat er u. a. auf dem Kopenhagen Jazz Festival 1998 auf und schrieb für es auch im nächsten Jahrzehnt.

1999 wirkte er in dem Projekt The Danish Wave mit der Orbit Big Band, dem Tritonus Choir und Jesper Thilo mit; 2000 arbeitete mit dem Altsaxophonisten Luther Thomas in New York City sowie mit Cim Meyer, Søren Eriksen, Jimmy Roger Petersen und Ole Rømer. Seit 2004 war er auch wieder mit der wiederbelebten Cadentia Nova Danica und mit dem ToneArt Ensemble tätig. Mit Karsten Vogel gründete er 2005 das VogelSteinmetzQuartet.
Hugh Steinmetz’ Trompetenspiel ist stark von Don Cherry beeinflusst, dem er auch seine Suite The Cherry Blossom widmete.

## Diskographische Hinweise
- NU! (Debut 1966; Steeplechase ed. 2001)
- The Contemporary Jazz Quartet: Action Action (Steeplechase, 1964/67) mit Franz Beckerlee, Niels Harrit, Steffen Andersen, Bo Thrige Andersen, Sunny Murray
- John Tchicai: Cadentia Nova Danica (Polydor, 1968)
- Manfred Schoof: European Echoes (FMP, 1969)
- Janus Head (mit Luther Thomas, Nils Davidsen, Ole Rømer, 2003)
- Hugh Steinmetz Sextet: The Cherry Blossom (Hummin’ Records, 2007)